# Золотолобый карликовый тиранн
Золотолобый карликовый тиранн (лат. Zimmerius viridiflavus) — вид птиц из семейства тиранновых. Эндемик Перу (хотя по последним генетическим исследованиям вид включает популяцию подвида flavidifrons, обитающую также и на территории Эквадора). При этом данный подвид иногда рассматривают как отдельный вид.
Населяют субтропические и тропические горные леса.
МСОП присвоил виду охранный статус LC.